# Asplenium nephrolepioides
Asplenium nephrolepioides är en svartbräkenväxtart som beskrevs av Christ. Asplenium nephrolepioides ingår i släktet Asplenium och familjen Aspleniaceae. Inga underarter finns listade.